# 牛腦

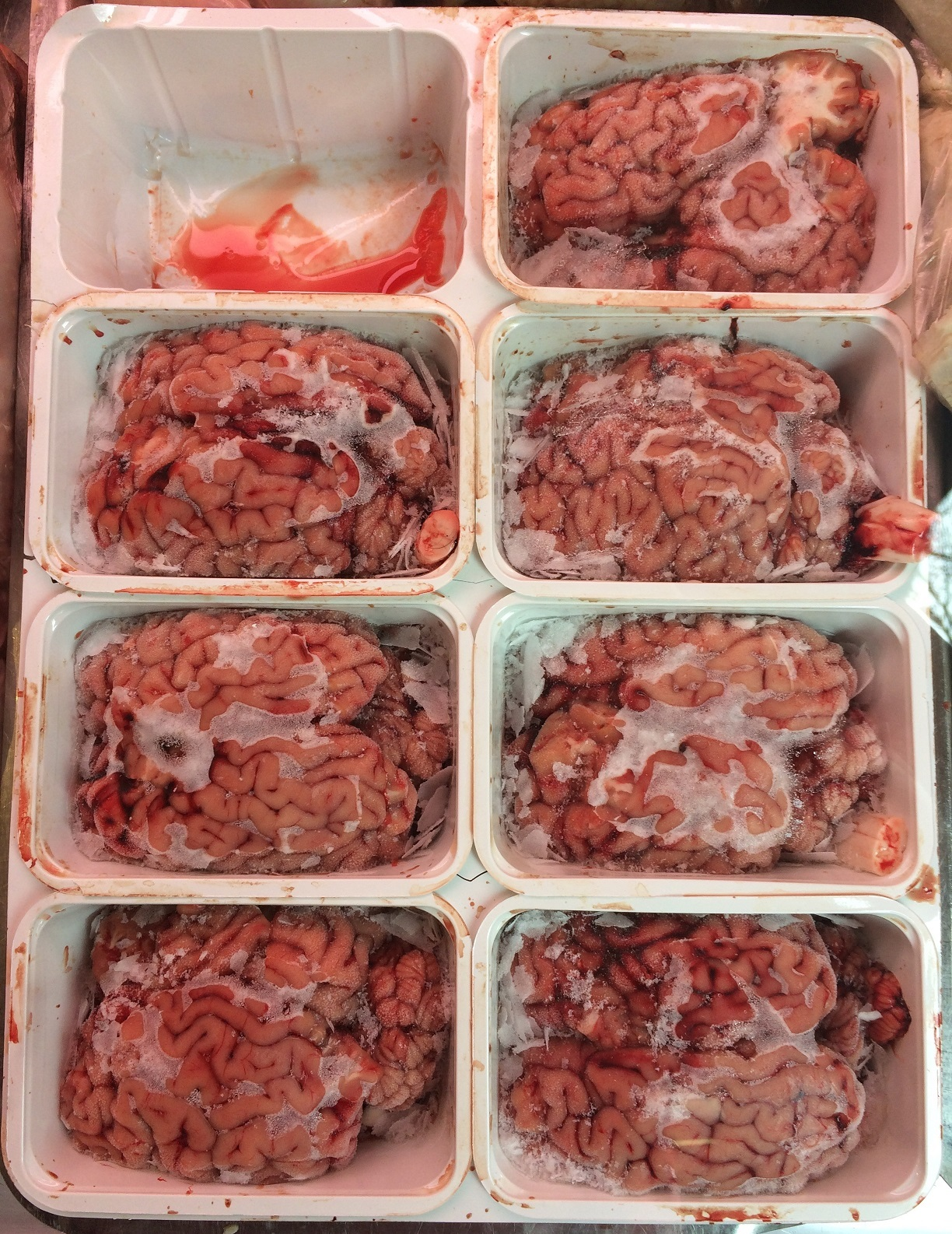
在荷兰海牙的一个市场上，牛脑被当作食物出售。

牛脑是指牛科動物的腦組織，牛腦可食用，法国、意大利、西班牙、萨尔瓦多、墨西哥、台灣等地的人們都有食用牛腦的傳統。不過生病的牛腦可能有毒，此類牛腦不應食用。